# Smyrna (Carolina do Sul)
Smyrna é uma cidade  localizada no estado norte-americano de Carolina do Sul, no Condado de Cherokee e Condado de York.

## Demografia
Segundo o censo norte-americano de 2000, a sua população era de 59 habitantes.
Em 2006, foi estimada uma população de 72, um aumento de 13 (22.0%).

## Geografia
De acordo com o United States Census Bureau tem uma área de
1,8 km², dos quais 1,8 km² cobertos por terra e 0,0 km² cobertos por água.

## Localidades na vizinhança
O diagrama seguinte representa as localidades num raio de 20 km ao redor de Smyrna.